# Olsztyńskie Lato Artystyczne

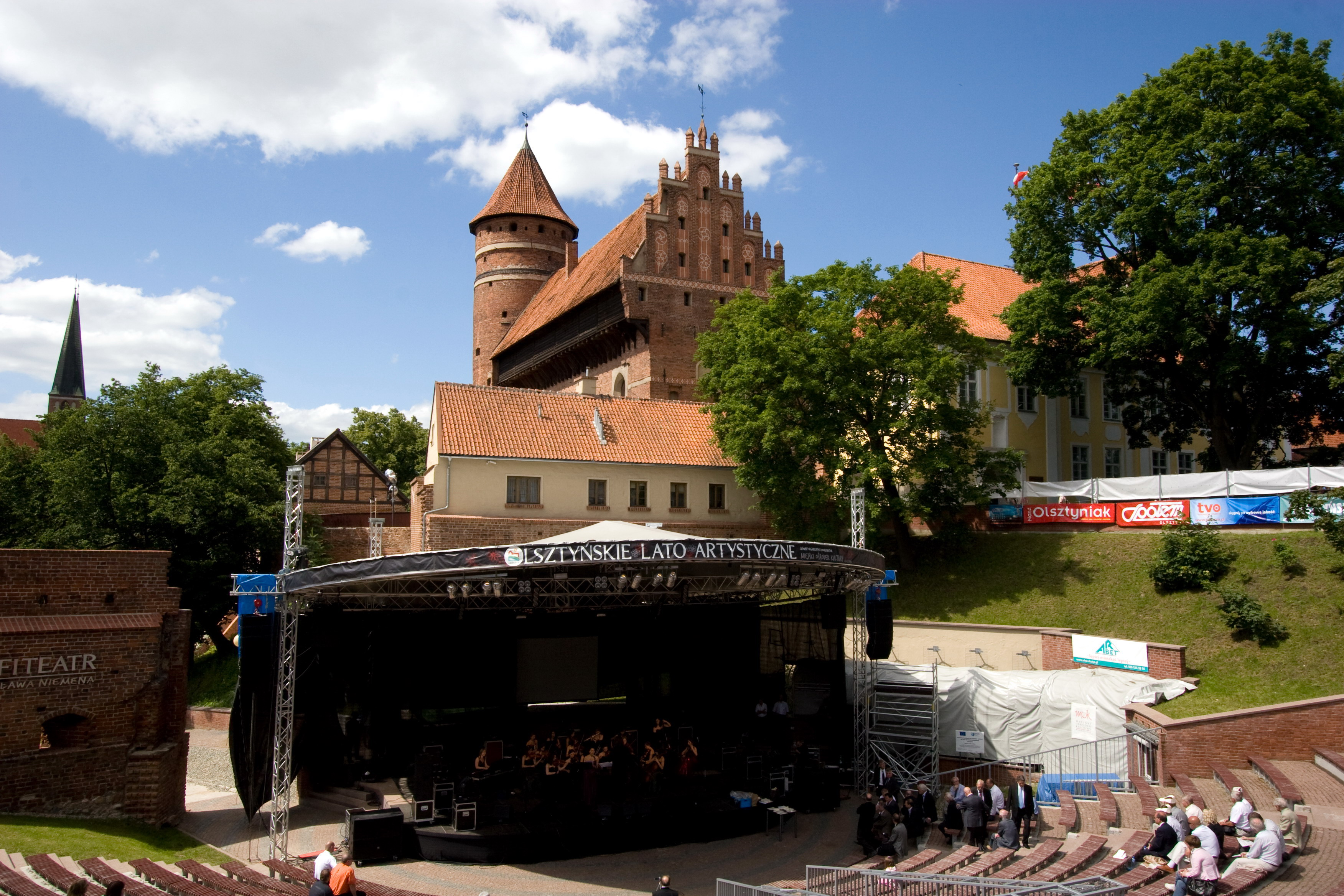
Olsztyński amfiteatr

Olsztyńskie Lato Artystyczne – cykl imprez, który rozpoczyna się w połowie czerwca i trwa do połowy września każdego roku. Odbywa się na jednej z najbardziej malowniczych scen Olsztyna, jaką jest położony u stóp gotyckiego zamku amfiteatr, a także na uliczkach i placach Starego Miasta.
Po raz pierwszy Olsztyńskie Lato zostało zorganizowane w 1996 roku. Od tego czasu każda kolejna edycja była wzbogacana o coraz ciekawsze propozycje programowe, które wypełniają niemal każdy letni dzień. Olsztyńskie Lato to niezapomniana uczta przede wszystkim dla miłośników muzyki – od rocka i folku, poprzez jazz i blues, po muzykę poważną. Wśród atrakcji nie brakuje także widowisk teatralnych i kabaretowych, festynów, imprez dla dzieci, plenerowych projekcji filmowych, a nawet spektakli operowych. Głównymi, cyklicznymi wydarzeniami Olsztyńskiego Lata Artystycznego są:
- Międzynarodowy Festiwal Olsztyńskie Noce Bluesowe (odbywają się tradycyjnie w drugi weekend lipca),
- Olsztyńskie Koncerty Organowe (w niedzielne wieczory w olsztyńskiej katedrze),
- Staromiejskie Spotkania z Szantą,
- Olsztyński Festiwal Jazzowy,
- Międzynarodowe Dni Folkloru,
- Dni Olsztyna z kolorową "Paradą Jakubową",
- Olsztyńska Trzydniówka Teatralna
- "Letnie sesje śmiechoterapii".

W 2005 roku OLA zostało uznane przez Polską Organizację Turystyczną za Produkt Turystyczny Roku.
Głównym organizatorem Olsztyńskiego Lata Artystycznego jest Miejski Ośrodek Kultury w Olsztynie.